# Eduard Nápravník

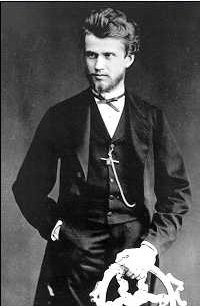
Eduard Nápravník

Eduard Nápravník (auch: Eduard Franzewitsch Naprawnik; * 24. August 1839 in Býšť, Böhmen; † 10.jul. / 23. November 1916greg. in Petrograd) war ein russischer Komponist und Dirigent tschechischer Herkunft.

## Leben und Wirken
Nápravník wurde im Schulhaus von Býšť als zweiter Sohn des Lehrers František Nápravník und dessen Frau Barbara, geborene Clanner von Engelshofen geboren. Im Jahre 1843 zog die Familie nach Dašice, wo der Vater die Stelle des Schulrektors übernahm. Zusammen mit seinem ein Jahr älteren Bruder Karel besuchte er zunächst die Volksschule in Dašice und danach die Bürgerschule in Pardubice. 1850 verstarb seine Mutter 34-jährig an Tuberkulose, drei Jahre später sein Vater im Alter von 57 Jahren.
Bereits als Schüler beherrschte Nápravník das Orgelspiel so gut, dass ihn sein Onkel Augustin Svoboda als Vertretung des Organisten in die Kirche von Hostovice schicken konnte. In der Dašicer Kirche hatte er zuvor schon seinen Vater vertreten. Nápravník studierte ab 1853 an der Prager Orgelschule bei Karl Franz Pitsch und František Blažek. Außerdem nahm er Klavierunterricht am Musikinstitut von Peter Maydl in Prag, wo er anschließend selbst unterrichtete. 
Ab 1861 war Naprawnik, Eduard Franzewitsch in Petersburg Kapellmeister des Privatorchesters des Fürsten Jussupow, 1862 wurde er Kapellmeister der Kaiserlichen Oper in Sankt Petersburg; in dieser Eigenschaft leitete er die Uraufführung der Oper Boris Godunow. Daneben leitete er von 1869 bis 1881 die Sinfoniekonzerte der Kaiserlich Russischen Musikgesellschaft, er brachte die Petersburger Oper auf einen hohen musikalischen Standard und dirigierte am Mariinski-Theater.
Er komponierte vier Opern, vier Sinfonien, ein Klavierkonzert, kammermusikalische Werke, Klavierstücke, Chorwerke und Lieder.

## Werke
- Die Nishni-Nowgoroder (Petersburg 1869)
- Harold (ebd. 1886)
- Dubrowski (ebd. 1895)
- Francesca da Rimini (ebd. 1902)

## Diskographie
- Eduard Nápravník: Concerto symphonique op.27 für Klavier und Orchester & Fantaisie russe, Hyperion 2004
- Eduard Nápravník: Dubrovsky, Cantus Classics 2006 (Aufnahme: Moskau 1954)
- Eduard Nápravník: Nocturne (La réminiscence de Chopin), op.48,1, Hyperion 2010 (CDA67803)